# Bathyphantes jeniseicus
Bathyphantes jeniseicus là một loài nhện trong họ Linyphiidae.
Loài này thuộc chi Bathyphantes. Bathyphantes jeniseicus được Kirill Yuryevich Eskov miêu tả năm 1979.